# مادي كمارا
مادي كمارا (بالفرنسية: Mohamed Camara)‏ (مواليد 28 فبراير 1997) هو لاعب كرة قدم غيني يلعب في مركز خط الوسط في نادي أولمبياكوس.

## روابط خارجية
- مادي كمارا على موقع الاتحاد الأوربي (الإنجليزية)
- مادي كمارا على موقع رابطة كرة القدم الفرنسية للمحترفين (الإنجليزية)
- مادي كمارا على موقع قاعدة بيانات كرة القدم.إي يو (الإنجليزية)
- مادي كمارا على موقع ليكيب (الفرنسية)
- مادي كمارا على موقع ناشيونال فوتبول تيمز (الإنجليزية)
- مادي كمارا على موقع Soccerway.com (الإنجليزية)
- مادي كمارا على موقع عالم كرة القدم.نت (الإنجليزية)